# Zaki Chabibullin
Zaki Chabibullowicz Chabibullin (ros. Заки Хабибуллович Хабибуллин, tatar. Зәки Хәбибуллин; ur. 15 lipca?/28 lipca 1911 we wsi Korsabasz obecnie w rejonie sabinskim w Tatarstanie, zm. 1 maja 1945 w rejonie Berlina) – radziecki wojskowy, podpułkownik, Bohater Związku Radzieckiego (1945).

## Życiorys
Urodził się w tatarskiej rodzinie chłopskiej. Skończył 7 klas, później pracował w swoim rejonie i potem w Kazaniu jako inspektor ubezpieczeń społecznych Tatsocstrachkasy (Tatarskiej Kasy Ubezpieczeń Społecznych), od 1931 należał do WKP(b). W 1931 został powołany do Armii Czerwonej, służył w 1 Tatarskim Pułku Piechoty 1 Kazańskiej Dywizji Piechoty w Kazaniu, w 1935 ukończył szkołę wojskowo-polityczną, a w 1940 kursy kadry politycznej armii. Brał udział w wojnie zimowej z Finlandią. Od października 1941 uczestniczył w wojnie z Niemcami, walczył na Froncie Leningradzkim, Zachodnim, Briańskim, 1 Nadbałtyckim i 1 Białoruskim, w 1944 skończył kursy przy Akademii Wojskowej im. Frunzego. Wyróżnił się podczas operacji wiślańsko-odrzańskiej w styczniu 1945 jako dowódca 1069. Pułku Strzelców 311 Dywizji Strzeleckiej w składzie 61 Armii w stopniu podpułkownika. 14 stycznia dowodzony przez niego pułk forsował Wisłę w rejonie Magnuszewa, później Pilicę w rejonie Konarów, gdzie przełamywał obronę przeciwnika. Później wraz z pułkiem brał udział w walkach z niemieckim garnizonem Piły, zadając wrogowi duże straty w sile żywej i technice. Zginął podczas operacji berlińskiej. Został pochowany na cmentarzu wojskowym w Stargardzie.

## Odznaczenia
- Złota Gwiazda Bohatera Związku Radzieckiego (27 lutego 1945)
- Order Lenina (27 lutego 1945)
- Order Czerwonego Sztandaru (30 września 1944)
- Medal „Za obronę Leningradu”

I inne.